# Wejinabikun Lake
Wejinabikun Lake är en sjö i Kanada.   Den ligger i distriktet Algoma och provinsen Ontario, i den sydöstra delen av landet, 700 km nordväst om huvudstaden Ottawa. Wejinabikun Lake ligger 359 meter över havet. Arean är 1,0 kvadratkilometer. Den sträcker sig 2,0 kilometer i nord-sydlig riktning, och 1,2 kilometer i öst-västlig riktning.
I omgivningarna runt Wejinabikun Lake växer i huvudsak blandskog. Trakten runt Wejinabikun Lake är nära nog obefolkad, med mindre än två invånare per kvadratkilometer.